# Aumessas
Aumessas är en kommun i departementet Gard i regionen Occitanien i södra Frankrike. Kommunen ligger i kantonen Alzon som tillhör arrondissementet Le Vigan. År 2022 hade Aumessas 252 invånare.

## Befolkningsutveckling
Antalet invånare i kommunen Aumessas
Referens:INSEE